# Ile Gerong
Ile Gerong is een bestuurslaag in het regentschap Flores Timur van de provincie Oost-Nusa Tenggara, Indonesië. Ile Gerong telt 838 inwoners (volkstelling 2010).